# Municipio de Ash Hill
El municipio de Ash Hill (en inglés: Ash Hill Township) es un municipio ubicado en el condado de Butler en el estado estadounidense de Misuri. En el año 2010 tenía una población de 3349 habitantes y una densidad poblacional de 9,86 personas por km².

## Geografía
El municipio de Ash Hill se encuentra ubicado en las coordenadas 36°40′56″N 90°14′43″O / 36.68222, -90.24528. Según la Oficina del Censo de los Estados Unidos, el municipio tiene una superficie total de 339.54 km², de la cual 337,26 km² corresponden a tierra firme y (0,67 %) 2,28 km² es agua.

## Demografía
Según el censo de 2010, había 3349 personas residiendo en el municipio de Ash Hill. La densidad de población era de 9,86 hab./km². De los 3349 habitantes, el municipio de Ash Hill estaba compuesto por el 97,67 % blancos, el 0,33 % eran afroamericanos, el 0,66 % eran amerindios, el 0,18 % eran de otras razas y el 1,16 % eran de una mezcla de razas. Del total de la población el 0,75 % eran hispanos o latinos de cualquier raza.